# Lynchage de George Meadows
George Meadows est un Afro-Américain qui a été lynché le 15 janvier 1889 dans le comté de Jefferson en Alabama aux États-Unis.

## Le lynchage et ses conséquences
Le 14 janvier 1889, une femme blanche signale avoir été violée et que son fils avait été tué par un Afro-Américain. Dès lors, plus de 400 mineurs de charbon blancs se regroupent, traquent et amènent plusieurs hommes noirs à la femme, qui n'identifie aucun d'entre eux comme étant le criminel présumé. Le lendemain, les mineurs lui amènent George Meadows, un nouvel arrivant dans la région, et après une brève enquête déterminent qu'il est coupable bien que la femme supplie la foule de ne pas lyncher George  Meadows, car elle n'est pas sûre qu'il soit le criminel, mais la foule poursuit le lynchage et le tue près des mines de Pratt. Après sa mort, son corps est abattu de plusieurs balles et laissé à la vue de tous par un croque-mort. George Meadows est ensuite enterré dans une fosse pour indigents dans ce qui est aujourd'hui Lane Park à Birmingham en Alabama,,.
Le 16 janvier, le shérif de la ville annonce que Georges Meadows n'est pas le véritable auteur du crime et par la suite, un autre afro-américain Lewis Jackson, est arrêté.
En 2019, Tony Bingham, professeur au Miles College et conseiller pour le projet de mémorial du comté de Jefferson, annonce son intention de localiser le site de la tombe de Meadows ou de demander au zoo de Birmingham ou aux jardins botaniques de Birmingham (tous deux situés à Lane Park) d'ériger un mémorial dans leurs installations.